# Nobels testamente (film)
Nobels testamente är en svensk thriller med Malin Crépin i huvudrollen som Annika Bengtzon. Det är den tredje filmatiserade filmen om journalisten Annika Bengtzon och den första i en seriesvit om totalt sex böcker av författaren Liza Marklund. Filmen hade biopremiär den 2 mars 2012. Filmen släpptes på DVD och Blu-ray den 20 juni 2012.

## Handling
Annika Bengtzon befinner sig på Nobelfesten i Stockholms stadshus. En oinbjuden gäst skjuter en av nobelpristagarna och Nobelkommitténs ordförande Caroline von Behring och försvinner sedan spårlöst. Annika Bengtzon dras in i dramat – som vittne.

## Rollista (urval)
Återkommande:
- Malin Crépin - Annika Bengtzon
- Björn Kjellman - Anders Schyman
- Kajsa Ernst - Berit Hamrin
- Leif Andrée - Spiken
- Erik Johansson - Patrik Nilsson
- Richard Ulfsäter - Thomas Samuelsson
- Felix Engström - Q

I detta avsnitt:
- Antje Traue - Kitten
- Per Graffman - Bernhard Thorell
- Ia Langhammer - Birgitta Larsén
- Anna von Rosen - Caroline von Behring
- Björn Granath - Ernst Ericsson
- Karl Linnertorp - Johan Isaksson
- Pia Johansson - Kinna Widell
- Elvira Franzén - Ellen
- Edvin Ryding - Kalle
- Saga Gärde - Maria Douglas
- Jackie Jakubowski - Aaron Wiesel
- Daniel Träff - Webbredaktören
- Johan Holmberg - Sören Hammarström
- Sofia Rönnegård - Fritidsfröken
- Thomas Ritter - Svensk reporter
- Keith Foster - Engelsk reporter
- Nils Grönberg - Benjamin

## Mottagande
Filmen har medelbetyget 2,6/5 på Kritiker.se, baserat på 18 recensioner. Högst betyg fick den av Gamereactor (6/10) och lägst av Onyanserat (0,5/5).